# Hintere Schwärze
Die Hintere Schwärze (italienisch Cima Nera) ist mit 3624 Metern der vierthöchste Gipfel der Ötztaler Alpen. Er liegt im Schnalskamm genau auf der Staatsgrenze zwischen dem österreichischen Bundesland Tirol und der italienischen Provinz Südtirol. Die Hintere Schwärze ist teilweise vergletschert und sendet nach Norden, Osten und Südwesten ausgeprägte Grate aus.

## Lage und Umgebung
Die Schwärze liegt etwa 10 Kilometer Luftlinie südlich von Vent im Ötztal und 8 Kilometer nördlich von Karthaus im Schnalstal. Benachbarte Gipfel sind im Norden, durch das Hintere-Schwärzen-Joch (3390 m) getrennt, die Mutmalspitze mit 3528 Metern Höhe, im Osten, getrennt durch das Roßbergjoch (3400 m) im Verlauf des Hauptkammes, die 3443 Meter hohe Pfasserspitze. Im Südwesten entlang des Hauptkammes liegt die Östliche Marzellspitze mit 3550 Metern Höhe. Die Hintere Schwärze ist fast vollständig von Gletschern umgeben. Im Nordosten liegt der Schalfferner, im Süden der durch die globale Erwärmung stark schwindende Roßbergferner und im Nordwesten der Marzellferner. Die zur Südtiroler Seite abfallenden Flanken sind Teil des Naturparks Texelgruppe.

## Erstbesteigungen
Zuerst begangen wurde der Berg am 10. September 1867 von Ernst Pfeiffer aus Wien mit den Bergführern Benedict Klotz und Josef Scheiber. Von Vent aus ging man in südlicher Richtung durch das Niedertal über den Marzellferner und erreichte über den brüchigen Südwestgrat nach neun Stunden Gehzeit den Gipfel. 1868 bestiegen Franz Senn und Cyprian Granbichler die Schwärze über den Schalfferner und den Ostgrat. Der heutige Normalweg (leichtester Anstieg) wurde am 30. September 1870 durch den Wiener Arzt Moritz von Statzer und die Bergführer Alois Ennemoser und Gabriel Spechtenhauser zuerst begangen. 1877 erstiegen Heinrich Heß und Ludwig Purtscheller erstmals den Nordgrat.

## Stützpunkt und Normalweg
Die Hintere Schwärze ist nur über zum Teil spaltenreiche Gletscher als alpine Hochtour mit entsprechender Ausrüstung und Erfahrung zu erreichen. Als Ausgangspunkt für eine Besteigung dient die Martin-Busch-Hütte auf 2501 Metern Höhe. Der Normalweg, der leichteste Anstieg auf den Gipfel, führt von der Hütte zunächst auf einem Steig hinauf auf den Marzellkamm und zweigt dort ab schräg abwärts zum Gletscher und weiter zunächst in südlicher Richtung über den spaltenreichen Marzellferner, den man in einem großen Linksbogen aufwärts folgt bis sich der Gletscher in mehrere Arme teilt. Man folgt dem halb rechten zunehmend aufsteilenden Gletscherteil Richtung Östliches Marzelljoch (3535 m), das jedoch nicht betreten wird, da man bereits unterhalb vom Gletscher linkerhand eine steile Felsrippe zum Grat aufsteigt, von dort links nordöstlich über den Gipfelgrat zum Gipfelkreuz. Gletscherausrüstung, Trittsicherheit, Schwindelfreiheit und alpine Erfahrung sind erforderlich, die Kletterschwierigkeiten im Schlussteil liegen im Schwierigkeitsgrad I-II. Dauer der Tour, laut Literatur, etwa 4½ Stunden.
Alternativ ist auch ein Aufstieg von der Südtirolerseite möglich via Mitterkaseralm und Rossbergjoch.
Den anspruchsvollsten Aufstieg stellt die Nordwand dar (Eistour).